# Táltos (keresztnév)
A Táltos régi magyar személynév, ami a táltos szóból származik, jelentése: varázserővel rendelkező.

## Gyakorisága
Az 1990-es években szórványos név, a 2000-es években nem szerepel a 100 leggyakoribb férfinév között.

## Névnapok
ajánlott névnap
- január 5.[2]